# Іонний радіус
Іо́нний ра́діус — характерний розмір кулястих іонів, який застосовують для обчислення міжатомних відстаней в іонних сполуках. Поняття «йонний радіус» ґрунтується на припущенні, що розміри йонів не залежать від складу молекул, у які вони входять. На нього впливає кількість електронних оболонок і щільність упако́вання атомів і [йонів у кристалічній ґратці.
Йонні радіуси, зазвичай, визначають у пікометрах (пм) або анґстремах (Å), де 1 Å = 100 пм. Типові значення коливаються від 30 пм (0.3 Å) до понад 200 пм (2 Å).

## Властивості
Іонний радіус залежить від багатьох факторів, як-от заряду та розміру ядра, кількості електронів в електронній оболонці, її щільності, зумовленої кулонівською взаємодією.